# Аланис Морисет
Аланис Морисет (на английски: Alanis Morissette) е канадска и натурализирана американска поп певица.

## Биография
Родена е на 1 юни 1974 г. в Отава. Има брат близнак Уейд, роден 12 минути след нея. Свири на пиано и композира песни още като дете. На 10 години участва в телевизионни предавания и със спечелените пари издава самостоятелен сингъл „Fate Stay with me“.
През 1991 г. се премества да живее в Торонто, където издава първия си албум Alanis („Аланис“) (в Канада излизат над 100 хил. екземпляра). През 1992 г. записва и издава албума Now is the time. Премества се в Лос Анджелис, където се запознава с Глен Балард. Прибавяйки чувствителност към хип-хоп звученето, характерно за 1990-те, записва успешен (трети) албум – Jagged Little Pill (1995 г.), който веднага влиза в класациите и става мултиплатинен.
В началото на 1996 г. Аланис Морисет е номинирана за награда „Грами“. Скоро след номинацията тя записва песента Ironic, която става нейният най-голям хит. През 1996 г. печели няколко награди „Грами“, включително за албум на годината и песен на годината. Jagged Little Pill е продаден в повече от 30 милиона копия и е един от най-успешните албуми в музиката изобщо.

## Дискография

### Студийни албуми
- Fate Stay With Me (издаден само в Канада, 1987)
- Alanis (издаден само в Канада, 1991)
- Now Is the Time (издаден само в Канада, 1992)
- Jagged Little Pill (1995)
- Supposed Former Infatuation Junkie (1998)
- Under Rug Swept (2002)
- So-Called Chaos (2004)
- Flavors of Entanglement (2008)
- Havoc and Bright Lights (2012)

### Компилации
- Feast on Scraps (CD/DVD, 2002)
- Jagged Little Pill Acoustic (2005)
- Alanis Morissette: The Collection (2005)

### Live албуми
- Alanis Unplugged (1999)
- Live at Montreux 2012 (2013)

## Филмография
| Година | Филм  | Оригинално заглавие | Роля | Режисьор   |
| ------ | ----- | ------------------- | ---- | ---------- |
| 1999   | Догма | Dogma               | Бог  | Кевин Смит |